# عريضات الأرجل
عريضات الأرجل (الاسم العلمي:†Eurypoda) هي أصنوفة عليا منقرضة من العظائيات تتبع رتيبة الديناصورات المدرعة من رتبة طيريات الورك.

## التصنيف
- †الأنكيلوصوريات
  - †العظايا المدملكة
    - †لص اللحم